# En el hoyo
En el hoyo es un documental del 2006 del cineasta Juan Carlos Rulfo. Producido por Eugenia Montiel Pagés, En el Hoyo es un documental sobre la construcción del segundo piso en el Anillo Periférico del Distrito Federal. Cuenta las historias de los trabajadores, las personas que viven alrededor de la construcción y aquellos que transitan por la obra.

## Premios y nominaciones
- Festival Internacional de Varsovia 2006 - Nominación a Mejor Documental - Juan Carlos Rulfo[2]
- Festival de Cine de Sundance 2006 - Gran Premio del Jurado para Mejor Documental de Cine del Mundo - Juan Carlos Rulfo[3]
- Festival de Cine de Miami 2006 - Gran Premio del Jurado para Mejor Documental - Juan Carlos Rulfo[4]
- Festival de Cine Latinoamericano de Lima 2006 - Segundo premio a Mejor Documental - Juan Carlos Rulfo
- Festival Internacional de Cine de Karlovy Vary 2006 - Premio a Mejor Documental de más de 30 minutos, empatado con Life in Loops (A Megacities RMX) - Juan Carlos Rulfo
- XXI Festival de Cine en Guadalajara 2006 - Premio Mayahuel al Mejor Documental Iberoamericano y Premio JVC - Juan Carlos Rulfo
- 8 Festival de Cine Independiente de Buenos Aires, Argentina 2006 - Premio a Mejor Película - Juan Carlos Rulfo
- Premios Ariel 2007
  1. Premio a Mejor Largometraje Documental - Juan Carlos Rulfo
  2. Premio a Mejor Sonido - Natalia Bruschtein, Maurício Santos, Jesús Sánchez Padilla, Jaime Baksht, Samuel Larson
  3. Premio a Mejor Edición - Valentina Leduc Navarro
  4. Nominación a Mejor Música Compuesta para Cine - Leonardo Heiblum
- Premios de la Asociación de Críticos de Cine de Argentina 2008 - Mejor Película Iberoamericana - Juan Carlos Rulfo